# Cannabis aux Pays-Bas

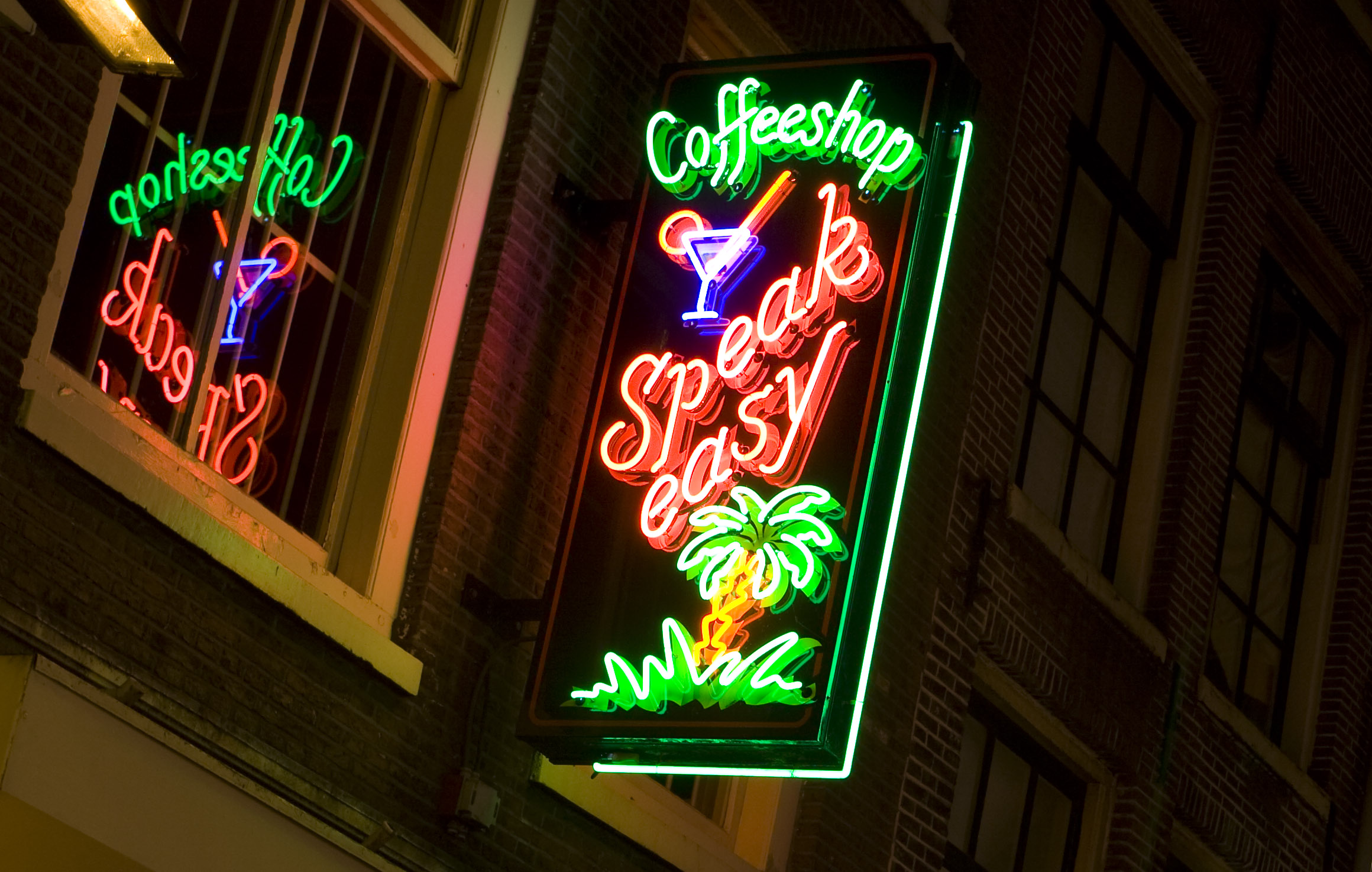

Aux Pays-Bas, l'usage et la revente de cannabis sont réglementés mais non légalisés ; il peut être acheté dans les coffee shops, des magasins ayant une licence spéciale pour ce commerce. Concernant la possession, il existe une tolérance jusqu'à cinq grammes.
La loi n'interdit pas la consommation. La consommation dans les endroits privés est tolérée. Celle dans les lieux publics est soumise à une réglementation plus stricte : pas de trouble à l'ordre public, pas de consommation en présence de mineurs (écoles, transports publics). De plus, les maires peuvent prendre des arrêtés interdisant la consommation de Bediol (11 %) et Bedrobinol (6 % + 7,5 % CBD (cannabidiol)[précision nécessaire]). Le Bureau du cannabis médicinal (BMC), qui dépend directement du Ministère de la Santé et des Sports néerlandais, est chargé d'assurer le contrôle de la distribution de ces nouveaux médicaments.
En 2008, 120 kg de cannabis médical ont ainsi été vendus au travers du réseau des pharmacies.
Concernant la culture, celle-ci est autorisée jusqu'à cinq plants par personne et est considérée à titre de consommation personnelle. Au-delà, l'amende est de vingt-cinq euros et cinquante centimes par pied.
Fin 2017, le gouvernement néerlandais lance, à titre expérimental, une culture légale du cannabis, supervisée par l'État. En 2019, à la suite de cette phase d'expérimentation, le gouvernement donne son feu vert et les Pays-Bas deviennent le premier pays de l'Union Européenne à légaliser la production de cannabis. L'ensemble du dispositif est entré en vigueur en 2021.